# Витебская ГЭС
Витебская ГЭС — гидроэлектростанция в Белоруссии на реке Западная Двина, вблизи Витебска. Крупнейшая ГЭС в Республике Беларусь.

## Описание конструкции
Витебская ГЭС представляет собой типичную русловую низконапорную гидроэлектростанцию, включающую в себя бетонную водосбросную плотину, грунтовую насыпную плотину, здание ГЭС, однокамерный однониточный судоходный шлюз, распределительное устройство.
Проектная мощность ГЭС — 40 МВт, среднегодовая выработка — 138 млн кВт·ч. В здании ГЭС установлены четыре горизонтальных капсульных гидроагрегата (диаметр рабочего колеса — 3,95 м) мощностью по 10 МВт. Подпорные сооружения ГЭС образуют водохранилище площадью 8,82 км² и объёмом 4,1 млн м³, максимальной шириной 420 м и максимальной глубиной 14 м.

## История
Первый проект строительства ГЭС и водохранилища («Витебское море») был разработан в 1956 году. В Директивах XX съезда КПСС по БССР указывалось на необходимость строительства Витебской гидроэлектростанции. Проектируемая площадь водохранилища составляла 800 квадратных километров, длина — 10 км. В зону затопления попадали значительные территории тогдашнего Суражского района и г. Сураж, а также частично Велиж, в связи с чем рассматривались проекты переноса городов на новые места. Проект возведения ГЭС реализован не был.
Строительство станции начато в апреле 2013 года. Заказчик строительства — РУП «Витебскэнерго», генеральный подрядчик — Китайская инженерная компания по электроэнергии (CNEEC, China National Electric Engeneering CO., Ltd). Проектировщик  — ООО Пекинский проектно-изыскательский институт (Beijing Engineering Corporation Limited.). Финансирование строительства осуществлялось за счёт кредита, выданного Государственным Банком развития Китая.
В течение 2013 года велись подготовительные работы (сооружение дорог, производственной базы и других объектов инфраструктуры), а также возводился обводной канал, на который был переключён сток реки после её перекрытия, которое произошло 15 мая 2014 года.
В декабре 2016 года станция начала вырабатывать электроэнергию в тестовом режиме. Введена в постоянную эксплуатацию 31 июля 2017 года.

## Экологические проблемы
После ввода ГЭС в эксплуатацию выяснилось, что вода из образовавшегося водохранилища просачивается в карьеры ОАО «Доломит» в объёме, в десять раз превышающем расчётный. Были начаты работы по возведению водонепроницаемой перемычки и установлены дополнительные насосы по откачке воды.